# Epinephelus maculatus
Epinephelus maculatus, tên thường gọi là Highfin grouper, là một loài cá biển thuộc chi Epinephelus trong họ Cá mú. Loài này được mô tả lần đầu tiên vào năm 1790.

## Phân bố và môi trường sống
E. maculatus có phạm vi phân bố rộng khắp Tây Thái Bình Dương. Loài này được tìm thấy ở khắp quần đảo Mã Lai (không có mặt ở đảo Sumatra và hầu hết đảo Borneo, trừ phía đông) và quần đảo Trường Sa (Việt Nam), ngược lên phía bắc đến quần đảo Ryukyu và quần đảo Ogasawara, cũng như miền nam Nhật Bản; phía nam trải dài xuống đến bờ đông Úc; phía đông trải rộng khắp các đảo thuộc 3 tiểu vùng: Melanesia, Micronesia, Polynesia. Cá trưởng thành sống xung quanh các rạn san hô và các bãi đá ngầm ở độ sâu khoảng từ 2 đến 100 m; cá con sống ở vùng nước nông hơn.

## Mô tả

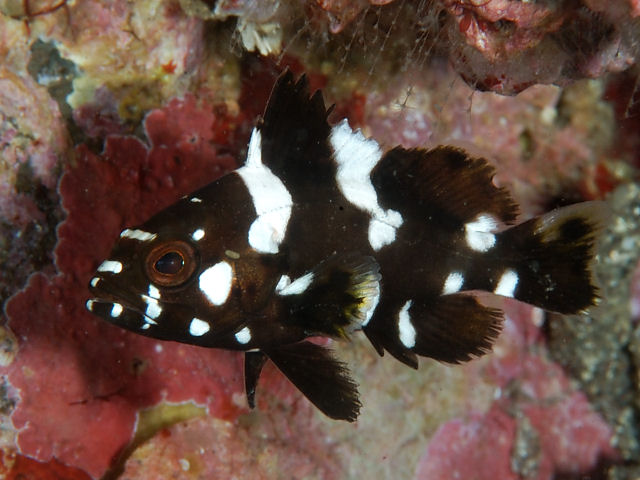
Cá con đang lớn

E. maculatus trưởng thành có chiều dài cơ thể lớn nhất ghi nhận được là 60 cm. Thân thuôn dài, hình bầu dục. Cơ thể cá trưởng thành có màu nâu xám với các chấm màu nâu sẫm phủ khắp đầu và thân, và cả các vây. Có hai mảng đốm trắng nằm xen kẽ với hai mảng đốm đen dọc lưng. Cá con có màu nâu đen với các mảng đốm trắng rải rác khắp đầu và thân. Đuôi bo tròn.
Số gai ở vây lưng: 11 (gai thứ 3 và 4 dài nhất); Số tia vây mềm ở vây lưng: 15 - 17; Số gai ở vây hậu môn: 3; Số tia vây mềm ở vây hậu môn: 8; Số tia vây mềm ở vây ngực: 17 - 18; Số vảy đường bên: 48 - 51.
Thức ăn của E. maculatus là các loài cá nhỏ hơn, động vật thân mềm và động vật giáp xác. Chúng được đánh bắt trong nghề cá thương mại, nhưng không được nhắm mục tiêu như các loài cá mú khác.